# Хэсиу
Хэсиу́ (кит. трад. 河西務, упр. 河西务, пиньинь Héxīwù) — посёлок в составе района Уцин города центрального подчинения Тяньцзинь КНР.

## История
Во время империи Мин, разрушение нескольких дамб в Хэсиу спровоцировало кризис в 1424 году. Му Цзинь и Чжан Синь направили усилия более 5000 работников из Министерства общественных работ, чтобы устранить повреждения и восстановить системы орошения.
Место играло второстепенную роль во время Ихэтуаньского восстания; 25 июля здесь произошёл бой между Альянсом восьми держав и ополчением из провинции Ганьсу.